# Richard Aßmann
Richard Aßmann (ur. 13 kwietnia 1845 w Magdeburgu, zm. 28 maja 1918 w Gießen) – niemiecki aerolog.

## Życiorys
W latach 1899–1914 kierował Obserwatorium Pruskiego Instytutu Meteorologicznego w Berlinie. Od 1914 prof. uniwersytetu w Gießen. W 1902 roku potwierdził wyniki badań Leona Teisserenc de Borta dotyczących istnienia stratosfery i jest wraz z nim uważany za jej odkrywcę.